# Annabella (Utah)
Pour les articles homonymes, voir Annabella.
Annabella est une municipalité américaine située dans le comté de Sevier en Utah.
Lors du recensement de 2010, sa population est de 795 habitants. La municipalité s'étend sur 0,70 mille carré (1,81 km2).
Annabella est fondée en 1871 par les familles Dalton et Powell. D'abord appelée Omni Point, la localité est probablement renommée en l'honneur d'Ann Roberts et Isabella Dalton, qui faisaient partie de ses premiers habitants. Annabella devient une municipalité en 1910.